# エンジェル・ディライト (アルバム)
| 専門評論家によるレビュー | 専門評論家によるレビュー |
| レビュー・スコア         | レビュー・スコア         |
| 出典                     | 評価                     |
| ------------------------ | ------------------------ |
| オールミュージック       | [ 1 ]                    |

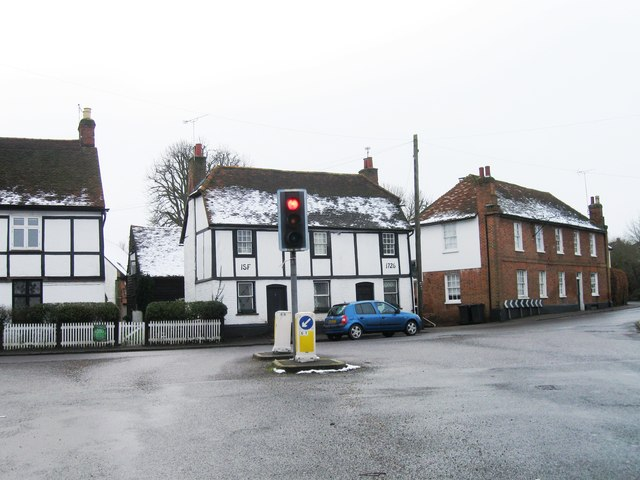
ハートフォードシャー州リトルハダムのエンジェル（右）

『エンジェル・ディライト 』 (Angel Delight)は、英国のフォーク・ロック・バンド、フェアポート・コンヴェンションによる6枚目のアルバムである。 ギタリストのリチャード・トンプソンを伴わない最初のフェアポート・コンヴェンションのアルバムであり、ラインナップは唯一のオリジナルのグループメンバーであるサイモン・ニコル（ギター、ボーカル）、デイブ・スウォーブリック（フィドル、ボーカル）、デイヴ・ペグ（ベース、ボーカル）、デイヴ・マタックス（ドラムス）となっている。
タイトルはハートフォードシャー、リトルハダムにあるバンドメンバーが当時住んでいたパブ「エンジェル」に由来する。 、 同名のトラックは自叙伝的で、「ジョン・ザ・ウッド」（共同プロデューサー）、「デイヴ・ザ・ドラム」（マタックス）、「もやを透かし覗いて"トップ・オブ・ザ・ポップス（BBCの音楽番組）"を見る」などに言及している。貨物トラックが制御不能になってデイブ・スウォーブリックの寝室に突っ込んだことから、バンドはアルバムのリリース後すぐにエンジェルから引っ越した。 
UK版のジャケットにはギグのために「エンジェル」から出立する準備をしているバンドメンバーとローディーとの会話からなるライナーノーツが含まれているが、北米版ではより直截的な伝記的なエッセイに置き換えられた。 
音楽的には『エンジェル・ディライト』は前作からはほとんど進歩していないが、「トップ・オブ・ザ・ポップス」への特集アルバムとしての登場はチャートでの成功に貢献した。 全英アルバムチャートでは8位に達し、バンドにとって英国でもっともチャート上位を記録したアルバムとなっている。

## トラックリスト
| #  | タイトル                                                                                   | 作詞 | 作曲・編曲 | 時間 |
| -- | ------------------------------------------------------------------------------------------ | ---- | ---------- | ---- |
| 1. | 「ロード・マルボロ」(トラディショナル)                                                     |      |            | 3:27 |
| 2. | 「サー・ウィリアム・ガワー」(トラディショナル)                                             |      |            | 5:00 |
| 3. | 「ブリッジ・オーヴァー・ザ・リヴァー・アッシュ」(トラディショナル)                         |      |            | 2:15 |
| 4. | 「ウィザード・オブ・ザ・ワールドリー・ゲーム」(サイモン・ニコル、デイヴ・スウォーブリック) |      |            | 4:08 |
| 5. | 「ジャーニーマンズ・グレイス」(スウォーブリック、リチャード・トンプソン)                   |      |            | 4:35 |

| #   | タイトル                                                                               | 作詞 | 作曲・編曲 | 時間 |
| --- | -------------------------------------------------------------------------------------- | ---- | ---------- | ---- |
| 6.  | 「エンジェル・ディライト」(ニコル、スウォーブリック、デイヴ・ペグ、デイヴ・マタックス) |      |            | 4:10 |
| 7.  | 「バンクス・オブ・ザ・スウィート・プリムロージズ」(トラディショナル)                   |      |            | 4:15 |
| 8.  | 「カッコーの巣～ハーディマン・ザ・フィドラー～パパ・スタウア」(トラディショナル)       |      |            | 3:28 |
| 9.  | 「ボニー・ブラック・ヘア」(トラディショナル)                                           |      |            | 3:08 |
| 10. | 「シックネス&ディシージズ」(スウォブリック、トンプソン)                                |      |            | 3:47 |

| #   | タイトル | 作詞 | 作曲・編曲 | 時間 |
| --- | --- | ---- | ---------- | ---- |
| 11. | 「ジャーニーマンズ・グレイス (BBCライヴ:フィーチャリング、リチャード・トンプソン)」(スウォーブリック、トンプソン) |      |            | 3:58 |

## パーソネル
- デイヴ・スウォーブリック – リードボーカル（1,4,5,10,11）、マンドリン（2,6,8,9,10）、ボーカル（2,6,7,9）、フィドル（1,5,7,8 、11）、 ヴィオラ（9）、カッコウ（8）
- デイヴ・ペグ – ベースギター（1-2,4-8,10,11）、ボーカル（1,2,4-7,9,10,11）、リードギター（10）、ヴィオラ（9）、バイオリン（3 ）
- デイヴ・マタックス – ドラム（1,2,4-11）、パーカッション（8,10）、ボーカル（1,4-7,10-11）、ハーモニウム（4）、タンバリン（6）、ベースギター（3）、ピアノ（4）
- サイモン・ニコル – リードボーカル（2,5）、ボーカル（1,4-7,9,10,11）、ギター（1,2,4-8,10,11）、ベースギター（9）、エレクトリックダルシマー （ 1,9）、バイオリン（3）

11のみ： 
- リチャード・トンプソン – ボーカル、エレキギター

## 題名
カバーには2人の智天使がキスしている写真が使われている。 タイトルは英国のデザート、エンジェル・ディライトにもかけている。